# Justified (песня)
«Justified» — песня американской кантри-певицы Кейси Масгрейвс, вышедшая 27 августа 2021 года в качестве лид-сингла пятого студийного альбома Масгрейвс Star-Crossed, который вышел 10 сентября 2021 года. Масгрейвс написала песню в соавторстве с Илси Анной Джубер, Би Джей Бертоном и Яном Фитчуком, а спродюсировала её вместе с Фитчуком и Дэниелом Ташианом.

## История
В интервью Elle в мае 2021 года Масгрейвс рассказала о том, что вдохновением для создания песни послужил её развод с Растоном Келли: «Я чувствовала себя во многом на вершине мира в своей карьере, но в личной жизни я чувствовала, что умираю внутри. Я разрушалась. Мне было грустно. Я чувствовала себя одинокой. Я чувствовала себя разбитой».
Мэтт Дориа из New Musical Express отметил, что песня «служит пронзительным размышлением о разводе Масгрейвс с кантри-певцом Растоном Келли». Энди Сахадео из Nicki Swift описал песню как «мрачное размышление о личной жизни певицы за последние несколько лет».

## Отзывы
Джейсон Фридман из Paste считает, что трек «напоминает о теплоте предыдущего альбома Golden Hour, служа напоминанием о том, что „исцеление не происходит по прямой линии“, поскольку певица борется с различными циклами настроения, которые следуют за расставанием».

## Музыкальное видео
Музыкальное видео было снято режиссёром Бардией Зейнали и взято из фильма Star-Crossed. Видео начинается с того, что Масгрейвс «торжественно едет по пустыне, слушая по автомобильному радио рекламу о советах по любви». Она проезжает через «различные условия и погоду, такие как освещённый зелёным светом туннель, заснеженный лес, дождь, городской город и осеннее шоссе».

## Чарты

### Еженедельные чарты
| Чарт (2021)                                    | Высшая позиция |
| ---------------------------------------------- | -------------- |
| Австралия Country Top 50 (TMN)                 | 12             |
| Новая Зеландия (RMNZ)                          | 23             |
| США (Billboard Bubbling Under Hot 100 Singles) | 2              |
| США (Billboard Adult Contemporary)             | 28             |
| США (Billboard Adult Top 40)                   | 21             |
| США (Billboard Hot Country Songs)              | 22             |
| США (Billboard Mainstream Top 40)              | 37             |
| США (Billboard Rock Airplay)                   | 50             |